# Straßenabstand
Der Straßenabstand bezeichnet den Abstand von Gebäuden und Einfriedungen zu Verkehrswegen.
In der Schweiz wurde teils eine eigene Straßenabstandsverordnung erlassen, etwa die Verordnung über den Abstand von Mauern, Einfriedungen und Pflanzen von Straßen. Ansonsten werden die Regelungen in den Bauordnungen für Straßen und Wege verankert.
In Deutschland und Österreich wird der Straßenabstand durch die Straßenfluchtlinie im Bebauungsplan der Grundstücke bestimmt, die dabei von den erlaubten Baufluchtlinien unterschieden wird. Durch die Differenz entsteht eine unterscheidbare überbaubare Grundstücksfläche, womit die Gebäude einen im Bebauungsplan definierten Mindest-Abstand zur Straße und zur Einfriedung haben. Die Bebauung mit Einfriedungen, lebenden Zäunen und die Nutzung mit Überhängen an der Straßenfluchtlinie werden in den Bauordnungen der Länder und Kommunen bestimmt. 
Während die Bauordnungen üblich einen minimalen Abstand zur Straße vorschreiben, kann der jeweilige Postdienst einen maximalen Abstand vorschreiben. Im deutschsprachigen Raum gilt wird dabei die jeweils festgelegte Grundstücksgrenze zur Platzierung des Hausbriefkastens verwendet, nur bei Mehrfamilienhäusern wird davon abweichend eine Platzierung im Treppenaufgang zugelassen. In den USA und anderen gering besiedelten Regionen gibt es Erlasse, dass der Briefkasten ohne Ausstieg vom Postfahrzeug bedient werden kann.